# ГЕС Тадамі
ГЕС Тадамі (只見発電所) — гідроелектростанція в Японії на острові Хонсю. Знаходячись між ГЕС Тагокура (вище по течії) та ГЕС Такі, входить до складу каскаду на річці Тадамі, лівій притоці Агано, яка впадає до Японського моря у місті Ніїгата.
У межах проєкту річку перекрили кам'яно-накидною греблею висотою 30 метрів та довжиною 583 метри, яка потребувала 0,45 млн м3 матеріалу. Вона утримує водосховище з площею поверхні 0,8 км2 та об'ємом 4,5 млн м3 (корисний об'єм 2 млн м3), у якому припустиме коливання рівня між позначками 388 та 391 метр НРМ.
Пригреблевий машинний зал первісно обладнали однією турбіною типу Каплан потужністю 65,8 МВт, яку надалі замінили на дві пропелерні турбіни загальною потужністю 65,5 МВт. Гідроагрегати використовують напір у 19,8 метра та забезпечують виробництво 130 млн кВт·год електроенергії на рік.